# Pànic del coure de 1789
El pànic del coure del 1789 va ser una crisi monetària dels primers els Estats Units que va ser causada per la degradació i la pèrdua de confiança en les monedes de coure que van succeir sota la presidència de George Washington.
Després de la Revolució Americana, molts estats van començar a encunyar les seves pròpies monedes en gran part en coure. Al començament, les monedes van ser àmpliament acceptades i el seu ús va ser rarament impedit, mentre que diversos intents de l'Imperi Britànic per introduir noves monedes a les Amèriques es van trobar amb resistència. Durant alguns anys hi va haver alts nivells de confiança en aquestes monedes i amb el coneixement que eren un coure d'alta qualitat.
A mesura que més falsificadors van començar la producció i van causar que els miners haguessin de rebaixar les seves monedes per romandre en els negocis, el valor del coure va començar a caure. Diverses lleis van ser aprovades durant aquest període, incloent la prohibició de les monedes rebaixades de ser considerada com a moneda de curs legal. L'Estat de Nova York va prohibir completament la circulació de les monedes de coure. L'estat de New Jersey el 1787 va declarar que ja no acceptaria cap oferta legal d'altres estats per cap deute. Això va afavorir la caiguda dels preus del coure, obligant a molts de miners a tancar, només deixant els falsificadors per a la producció de monedes de molt baixa qualitat.
El 1789 el mercat estava completament inundat de coures degradats que eren oficialment il·legals i, per tant, va causar que els ciutadans perdessin tota confiança en ells. Les monedes es van tornar gairebé completament inútils. A l'apogeu de la degradació, hi va haver una taxa d'inflació de 430% per al coure i el comerç va cessar, obligant a diverses empreses i fabricants a tancar.
La situació es va alleujar quan el Banc de Filadèlfia va començar a emetre bitllets de paper per reemplaçar les monedes de coure. Els governs estatals van tractar de cooperar amb el pla i, per tant, van establir la petita moneda fiduciària com un mitjà actiu de comerç. Amb l'estabilitat tornant a l'economia, el valor del coure també va augmentar novament, fins que gairebé va tornar als valors normals en la majoria de les àrees. El comerç va començar a florir novament quan en el sistema monetari es va restaurar la confiança. Aquest esdeveniment va ser en gran part un factor perquè el govern federal establís un estàndard federal més fort de la moneda i iniciant més impostos federals.